# مقاطعة واشنطن (يوتا)
مقاطعة واشنطن (بالإنجليزية: Washington County)‏ هي إحدى مقاطعات ولاية يوتا في الولايات المتحدة الأمريكية.

## تاريخ
كانت أول مستوطنة هي "فورت هارموني" (Fort Harmony) في عام 1852. تأسست سانتا كلارا في عام 1854 كمهمة للسكان الأصليين الذين عاشوا على نهر سانتا كلارا. استقر هامبلن وبينتو على طول طريق لوس أنجلوس - سولت ليك في عام 1856، كما كان الحال مع جونلوك في عام 1857.
بعد ذلك، تم إنشاء المستوطنات كمستعمرات لزراعة القطن قبل بداية الحرب الأهلية الأمريكية. كانت تقع على طول نهر فيرجن، في مناخ أكثر دفئًا أسفل الحوض العظيم، والذي كان يسمى ديكسي يوتا. الأولى كانت فيرجن وواشنطن عام 1857. تبعها هيبرفيل، وتبعها بينتورا وتوكرفيل في عام 1858، وجرافتون وهاريسبرج ووادي باين في عام 1859، ومغامرة في عام 1860، ودنكانز ريتريت، نورثروب، شونسبيرغ وسانت جورج عام 1861.